# Bopis
 (février 2025).

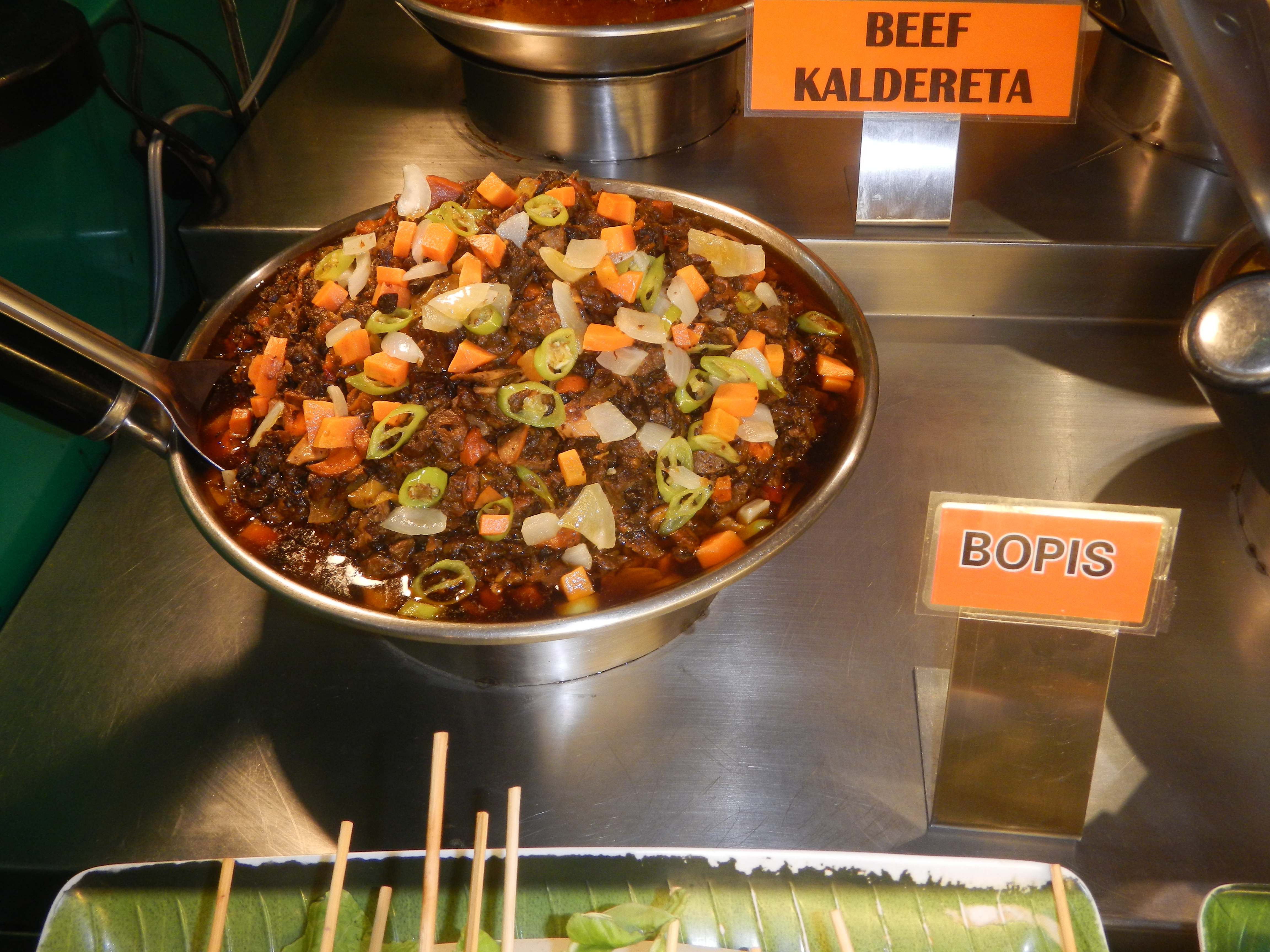

Le bopis (ou bópiz en espagnol) est un plat philippin épicé, généralement préparé avec des poumons et des cœurs de porc ou de bœuf, sautés avec des tomates, des piments et des oignons.
Bien que ses origines soient espagnoles, la signification exacte du terme dans sa langue d'origine ainsi que la région de sa création sont aujourd'hui obscures. Certains pensent qu'il pourrait être dérivé du Frito de Matanza, une variante du Frito Mallorquín, un plat traditionnel espagnol.

## Préparation
Le bopis est préparé en faisant sauter des entrailles de porc finement hachées jusqu'à ce qu'elles soient croustillantes, puis cuites avec des oignons, des tomates, de l'ail et du poivre.
Les recettes de bopis varient selon les régions et les familles, tant au niveau des ingrédients que des épices et des arômes utilisés.
Classé parmi les pulutan dans la cuisine philippine, le bopis est souvent servi accompagné de boissons alcoolisées ou en plat principal avec du riz.